# Вишня (плід)

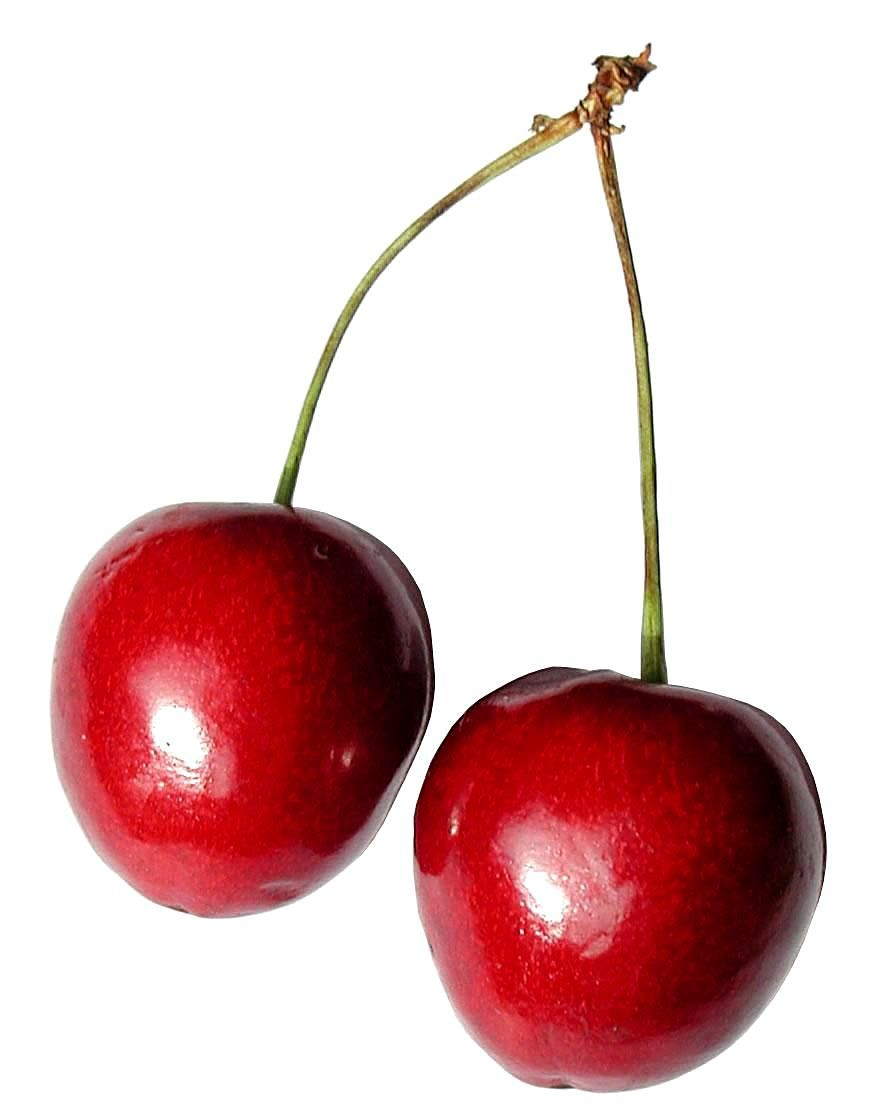
Плоди вишні

Вишня  — плід рослин підроду cerasus роду Prunus. Плід типу кістянка. Плоди підроду Cerasus відрізняються від інших підродів роду Prunus (Armeniaca — абрикос, Prunus — слива і Emplectocladus) тим, що вони гладкі, без нальоту.

## Історія назви
Невелике місто Керасунд (грец. Κερασουντα), який перебував між Фарнаком та Трапезундом, прославився вишнями. Саме там їх уперше зустріли римляни, давши назву «керасунтських плодів», лат. cerasi. Звідси італ. ciliegia, фр. cerise, ісп. cereza, порт. cereja, нім. Kirsche, англ. cherry, рос. черешня.

## Харчова цінність
Плоди вишні мають кисло-солодкий смак. У плодах вишні містяться органічні кислоти (лимонна кислота, яблучна кислота, бурштинова кислота, саліцилова кислота), мікроелементи (мідь, залізо, цинк, йод, марганець, хром, фтор, молібден, бор, ванадій, кобальт, нікель, рубідій), макроелементи (калій, кальцій, фосфор, магній), а також пектинові сполуки, цукри, вітаміни А, С, Е, В1, В2, РР, фолієва кислота.

## Виробництво
| Виробництво вишні (тис. тонн) | Виробництво вишні (тис. тонн) | Виробництво вишні (тис. тонн) | Виробництво вишні (тис. тонн) | Виробництво вишні (тис. тонн) | Виробництво вишні (тис. тонн) | Виробництво вишні (тис. тонн) | Виробництво вишні (тис. тонн) | Виробництво вишні (тис. тонн) | Виробництво вишні (тис. тонн) | Виробництво вишні (тис. тонн) | Виробництво вишні (тис. тонн) | Виробництво вишні (тис. тонн) | Виробництво вишні (тис. тонн) | Виробництво вишні (тис. тонн) |
| Країна                        | 1965                          | 1970                          | 1975                          | 1980                          | 1985                          | 1990                          | 1995                          | 2000                          | 2005                          | 2006                          | 2007                          | 2008                          | 2009                          | 2017                          |
| ----------------------------- | ----------------------------- | ----------------------------- | ----------------------------- | ----------------------------- | ----------------------------- | ----------------------------- | ----------------------------- | ----------------------------- | ----------------------------- | ----------------------------- | ----------------------------- | ----------------------------- | ----------------------------- | ----------------------------- |
| Туреччина                     | 47                            | 59                            | 73                            | 96                            | 130                           | 143                           | 186                           | 230                           | 280                           | 310                           | 398                           | 338                           | 418                           | 809                           |
| США                           | 79                            | 111                           | 141                           | 156                           | 120                           | 142                           | 150                           | 185                           | 227                           | 266                           | 282                           | 225                           | 390                           | 514                           |
| Іран                          | 34                            | 39                            | 45                            | 53                            | 65                            | 85                            | 157                           | 216                           | 225                           | 225                           | 200                           | 199                           | 225                           | 244                           |
| Італія                        | 196                           | 210                           | 190                           | 119                           | 157                           | 100                           | 120                           | 146                           | 101                           | 111                           | 106                           | 134                           | 116                           | 125                           |
| Іспанія                       | 50                            | 53                            | 66                            | 80                            | 79                            | 55                            | 55                            | 113                           | 96                            | 92                            | 76                            | 72                            | 96                            | 114                           |
| Сирія                         | 1                             | 2                             | 5                             | 10                            | 22                            | 19                            | 41                            | 56                            | 53                            | 63                            | 75                            | 48                            | 78                            | 68                            |
| Росія                         | н/д                           | н/д                           | н/д                           | н/д                           | н/д                           | н/д                           | 62                            | 85                            | 93                            | 50                            | 100                           | 63                            | 69                            | 245                           |
| Румунія                       | 36                            | 61                            | 59                            | 67                            | 88                            | 68                            | 60                            | 74                            | 118                           | 105                           | 65                            | 68                            | 68                            | 55                            |
| Узбекистан                    | н/д                           | н/д                           | н/д                           | н/д                           | н/д                           | н/д                           | 18                            | 20                            | 22                            | 54                            | 55                            | 61                            | 67                            | 193                           |
| Чилі                          | 3                             | 3                             | 5                             | 5                             | 9                             | 14                            | 20                            | 31                            | 32                            | 41                            | 45                            | 46                            | 56                            | 126                           |
| Франція                       | 118                           | 121                           | 89                            | 113                           | 101                           | 82                            | 63                            | 66                            | 69                            | 68                            | 47                            | 40                            | 53                            | 36                            |
| Україна                       | н/д                           | н/д                           | н/д                           | н/д                           | н/д                           | н/д                           | 47                            | 76                            | 100                           | 49                            | 68                            | 75                            | 53                            | 243                           |
| Польща                        | 26                            | 29                            | 22                            | 25                            | 31                            | 9                             | 36                            | 38                            | 37                            | 38                            | 20                            | 41                            | 50                            | 91                            |
| Греція                        | 19                            | 25                            | 25                            | 18                            | 28                            | 47                            | 50                            | 57                            | 44                            | 44                            | 52                            | 42                            | 48                            | 90                            |
| Німеччина                     | 140                           | 255                           | 169                           | 142                           | 194                           | 141                           | 142                           | 170                           | 28                            | 32                            | 34                            | 25                            | 39                            | 24                            |
| Ліван                         | 7                             | 12                            | 14                            | 19                            | 28                            | 42                            | 78                            | 45                            | 29                            | 23                            | 30                            | 31                            | 35                            | 17                            |
| Австрія                       | 20                            | 25                            | 23                            | 23                            | 23                            | 20                            | 29                            | 30                            | 26                            | 27                            | 34                            | 27                            | 30                            | 6                             |
| Сербія                        | н/д                           | н/д                           | н/д                           | н/д                           | н/д                           | н/д                           | 25                            | 23                            | 21                            | 23                            | 28                            | 29                            | 29                            | 118                           |
| Болгарія                      | 36                            | 55                            | 52                            | 55                            | 75                            | 71                            | 75                            | 28                            | 18                            | 20                            | 18                            | 16                            | 17                            | 52                            |
| Португалія                    | 38                            | 21                            | 15                            | 11                            | 13                            | 11                            | 8                             | 8                             | 16                            | 15                            | 9                             | 10                            | 11                            | 19                            |
| Швейцарія                     | 46                            | 47                            | 49                            | 39                            | 37                            | 24                            | 24                            | 19                            | 10                            | 8                             | 10                            | 6                             | 10                            | 38                            |
| Весь світ                     | 1113                          | 1460                          | 1360                          | 1279                          | 1530                          | 1397                          | 1629                          | 1901                          | 1863                          | 1870                          | 1956                          | 1801                          | 2196                          | 3643                          |

## Застосування у медицині
Вишню здавна застосовували при різних захворюваннях нирок і сечового міхура, при подагрі і розладах шлунку. Завдяки вмісту антоціанів вишня має капілярозміцнювальні і антиокислювальні властивості, а завдяки вмісту кумаринів і оксикумаринів — корисна при тромбофлебіті і флеботромбозах, ішемічній хворобі серця, після перенесених інфарктів міокарду, мозкових інсультів. За вмістом пектинів, вишня займає друге місце після апельсинів. Ці речовини мають різносторонню дію — сприяють росту і життєдіяльності корисних бактерій кишечнику, що беруть участь в синтезі вітамінів групи В, звільняють організм від шкідливих продуктів обміну і від надлишку холестерину, що особливо важливо для людей, що страждають на ожиріння і атеросклероз, сприяють виведенню з організму шкідливих хімічних сполук. Вишневий сік має відхаркувальну дію при катарах дихальних шляхів. Ягоди, сік і сироп з вишні з молоком застосовують як легкий сечогінний засіб при порушеннях сольового обміну і подагрі. Плодоніжки ягід використовували у вигляді відвару як сечогінний і спазмолітичний засіб при серцевих набряках, сечокам'яній хворобі.